# Stabs

stabs(스탭스)는 심볼릭 그리고 소스 수준 디버거에서 사용되는, 컴퓨터 프로그램에 대한 정보를 저장하는 디버깅 자료 형식이다. (정보는 symbol table entries에 저장된다; 그래서 이름이 "stabs"이다.) 이것은 캘리포니아 대학교 버클리에서 피터 케슬러에 의해 파스칼 컴파일러에서 사용하기 위하여 만들어졌다.

## 역사
1980년대에 stabs가 만들어졌을 때 주도권을 가진 목적 파일 형식은 a.out이었는데, 이것은 (ELF 같은 최근의 형식들과는 달리) 디버깅 정보를 저장하지 않았다. Stabs는 심볼 테이블에서 특별한 엔트리를 사용해서 정보를 인코딩함으로써 이 문제를 해결하였다.
어떤 단계에서 stabs는 유닉스 시스템에서 널리 사용되었지만 새로운 DWARF 포맷이 이것을 대체하였다.